# نيو ميدوس (أيداهو)
نيو ميدوس (بالإنجليزية: New Meadows)‏ هي مدينة أمريكية تقع في ولاية أيداهو. تبلغ مساحة هذه المدينة 1.3 (كم²)،ويبلغ عدد سكانها 496 نسمة حسب إحصاء سنة 2010 م 496.تشير إحصاءات سنة 2000م بأن الكثافة السكانية في هذه المدينة تقدر بـ(420.5) نسمة/كم2

## التركيبة السكانية
قام مكتب تعداد الولايات المتحدة بتحديد بيانات التركيبة السكانية لنيو ميدوس في تعداد الولايات المتحدة. في ما يلي، التركيبة السكانية حسب تعدادي 2000 و2010.

### تعداد عام 2000
بلغ عدد سكان نيو ميدوس 533 نسمة بحسب تعداد عام 2000، وبلغ عدد الأسر 208 أسرة وعدد العائلات 143 عائلة مقيمة في المدينة. في حين سجلت الكثافة السكانية 1,089.1 نسمة لكل ميل مربع (420.5/كم2). وبلغ عدد الوحدات السكنية 262 وحدة بمتوسط كثافة قدره 535.4 نسمة لكل ميل مربع (206.7/كم2).
وتوزع التركيب العرقي للمدينة بنسبة 97.19% من البيض و 1.31% من الأمريكيين الأصليين و 0.19% من الأمريكيين الأفارقة و 0.94% من عرقين مختلطين أو أكثر.
بلغ عدد الأسر 208 أسرة كانت نسبة 34.6% منها لديها أطفال تحت سن الثامنة عشر تعيش معهم، وبلغت نسبة الأزواج القاطنين مع بعضهم البعض 57.7% من أصل المجموع الكلي للأسر، ونسبة 7.7% من الأسر كان لديها معيلات من الإناث دون وجود شريك، وكانت نسبة 30.8% من غير العائلات. تألفت نسبة 24.5% من أصل جميع الأسر من أفراد ونسبة 7.2% كانوا يعيش معهم شخص وحيد يبلغ من العمر 65 عاماً فما فوق. وبلغ متوسط حجم الأسرة المعيشية 3.08، أما متوسط حجم العائلات فبلغ 2.56.
بلغ العمر الوسطي للسكان 36 عاماً. وكانت نسبة 29.1% من القاطنين تحت سن الثامنة عشر، وكانت نسبة 6.2% بين الثامنة عشر والأربعة وعشرون عاماً، ونسبة 30.8% كانت واقعةً في الفئة العمرية ما بين الخامسة والعشرون حتى والأربعة وأربعون عاماً، ونسبة 24.0% كانت ما بين الخامسة والأربعون حتى الرابعة والستون، ونسبة 9.9% كانت ضمن فئة الخامسة والستون عاماً فما فوق. يوجد لكل 100 أنثى 159.5 ذكر، ويوجد لكل 100 أنثى في الثامنة عشر من عمرها فما فوق 140.1 ذكر.
بلغ متوسط دخل الأسرة في المدينة 28,500 دولار، أما متوسط دخل العائلة فبلغ 31,042 دولار. وكان متوسط دخل الذكور 30,000 دولار مقابل 14,500 دولار للإناث. وسجل دخل الفرد الخاص بالمدينة 11,884 دولار. وكانت نسبة 16.2% من العائلات ونسبة 16.4% من السكان تحت خط الفقر، وكان من هؤلاء نسبة 14.8% تحت سن الثامنة عشر ونسبة 5.0% في الخامسة والستين من العمر وما فوق.

### تعداد عام 2010
بلغ عدد سكان نيو ميدوس 496 نسمة بحسب تعداد عام 2010، وبلغ عدد الأسر 201 أسرة وعدد العائلات 136 عائلة مقيمة في المدينة. في حين سجلت الكثافة السكانية 953.8 نسمة لكل ميل مربع (368.3/كم2). وبلغ عدد الوحدات السكنية 264 وحدة بمتوسط كثافة قدره 507.7 لكل ميل مربع (196.0/كم2).
وتوزع التركيب العرقي للمدينة بنسبة 95.4% من البيض و 0.4% من الأمريكيين الأصليين و 1.0% من عرقين مختلطين أو أكثر.
بلغ عدد الأسر 201 أسرة كانت نسبة 34.3% منها لديها أطفال تحت سن الثامنة عشر تعيش معهم، وبلغت نسبة الأزواج القاطنين مع بعضهم البعض 51.2% من أصل المجموع الكلي للأسر، ونسبة 10.0% من الأسر كان لديها معيلات من الإناث دون وجود شريك، بينما كانت نسبة 6.5% من الأسر لديها معيلون من الذكور دون وجود شريكة وكانت نسبة 32.3% من غير العائلات. وبلغ متوسط حجم الأسرة المعيشية 2.91، أما متوسط حجم العائلات فبلغ 2.46.
بلغ العمر الوسطي للسكان 35.9 عاماً. وكانت نسبة 27.2% من القاطنين تحت سن الثامنة عشر، وكانت نسبة 8.1% بين الثامنة عشر والأربعة وعشرون عاماً، ونسبة 25.4% كانت واقعةً في الفئة العمرية ما بين الخامسة والعشرون حتى والأربعة وأربعون عاماً، ونسبة 28.5% كانت ما بين الخامسة والأربعون حتى الرابعة والستون، ونسبة 10.9% كانت ضمن فئة الخامسة والستون عاماً فما فوق. وتوزع التركيب الجنسي للسكان بنسبة 51.2% ذكور و48.8% إناث.